# Färöischer Fußballpokal 1986
Der Färöische Fußballpokal 1986 fand zwischen dem 20. April und 6. Juli 1986 statt und wurde zum 32. Mal ausgespielt. Im Endspiel, welches im Gundadalur-Stadion in Tórshavn auf Kunstrasen ausgetragen wurde, siegte NSÍ Runavík mit 3:1 gegen LÍF Leirvík und konnte den Pokal somit zum ersten Mal gewinnen.
NSÍ Runavík und LÍF Leirvík belegten in der Meisterschaft die Plätze vier und sieben. Mit ÍF Fuglafjørður erreichte ein Zweitligist das Halbfinale. Titelverteidiger GÍ Gøta schied hingegen im Halbfinale aus.

## Teilnehmer
Teilnahmeberechtigt waren folgende 22 A-Mannschaften der vier färöischen Ligen:
| 1. Deild                                                                                    | 2. Deild                                                                         | 3./4. Deild                                                                          |
| B36 Tórshavn B68 Toftir GÍ Gøta HB Tórshavn KÍ Klaksvík LÍF Leirvík NSÍ Runavík TB Tvøroyri | EB Eiði ÍF Fuglafjørður MB Miðvágur Royn Hvalba SÍ Sumba SÍF Sandavágur VB Vágur | AB Argir B71 Sandur Fram Tórshavn ÍF Streymur SÍ Sørvágur Skála ÍF Stranda Bóltfelag |

## Modus
Elf ausgeloste Mannschaften waren für die 2. Runde gesetzt. Die verbliebenen Teams spielten in zwei Runden die restlichen fünf Teilnehmer aus. Alle Runden wurden im K.-o.-System ausgetragen.

## Qualifikationsrunde
Die Partie der Qualifikationsrunde fand am 20. April statt.
|             | Ergebnis     |             |
| ----------- | ------------ | ----------- |
| Royn Hvalba | 11:2 (1:0) 1 | TB Tvøroyri |

## 1. Runde
Die Partien der 1. Runde fanden am 30. April statt.
|               | Ergebnis             |                |
| ------------- | -------------------- | -------------- |
| B68 Toftir    | 2:3 (1:2)            | HB Tórshavn    |
| Fram Tórshavn | 0:1 (-:-)            | Skála ÍF       |
| ÍF Streymur   | 1:2 (-:-)            | EB Eiði        |
| MB Miðvágur   | 3:2 n. V. (2:2, -:-) | SÍF Sandavágur |
| VB Vágur      | 2:1 (-:-)            | SÍ Sumba       |

## 2. Runde
Die Partien der 2. Runde fanden am 7. und 14. Mai statt.
|              | Ergebnis                         |                   |
| ------------ | -------------------------------- | ----------------- |
| B36 Tórshavn | 0:1 (-:-)                        | NSÍ Runavík       |
| EB Eiði      | 0:1 (-:-)                        | MB Miðvágur       |
| KÍ Klaksvík  | 1w/o 1                           | Stranda Bóltfelag |
| LÍF Leirvík  | 4:4 n. V. (4:4, -:-) (5:3 i. E.) | B71 Sandur        |
| SÍ Sørvágur  | 0:4 (-:-)                        | GÍ Gøta           |
| Skála ÍF     | 0:2 (0:0)                        | HB Tórshavn       |
| TB Tvøroyri  | 5:0 (-:-)                        | VB Vágur          |
| AB Argir     | 10:4 (-:-) 2                     | ÍF Fuglafjørður   |

## Viertelfinale
Die Viertelfinalpartien fanden am 19. Mai statt.
|                 | Ergebnis                         |             |
| --------------- | -------------------------------- | ----------- |
| ÍF Fuglafjørður | 2:0 (0:0)                        | TB Tvøroyri |
| KÍ Klaksvík     | 0:2 (0:0)                        | LÍF Leirvík |
| MB Miðvágur     | 4:4 n. V. (3:3, 1:2) (5:6 i. E.) | GÍ Gøta     |
| NSÍ Runavík     | 2:1 (1:0)                        | HB Tórshavn |

## Halbfinale
Die Hinspiele im Halbfinale fanden am 27. Juni und 5. Juli statt, die Rückspiele am 12. Juli.
|             | Gesamt          |                 | Hinspiel  | Rückspiel            |
| ----------- | --------------- | --------------- | --------- | -------------------- |
| GÍ Gøta     | 3:3 (2:3 i. E.) | LÍF Leirvík     | 2:2 (0:0) | 1:1 n. V. (1:1, 1:1) |
| NSÍ Runavík | 4:4 (6:5 i. E.) | ÍF Fuglafjørður | 0:0       | 4:4 n. V. (4:4, 2:3) |

## Finale
| Paarung        | NSÍ Runavík – LÍF Leirvík |
| Ergebnis       | 2:1 (0:1) |
| Datum          | 6. Juli 1986 |
| Stadion        | Gundadalur, Tórshavn |
| Zuschauer      | 400 |
| Schiedsrichter | Baldvin Baldvinsson (Tórshavn) |
| Tore           | 0:1 Torfinn Hansen (36., Elfmeter) 1:1 Terji L. Hansen (58.) 2:1 Abraham Hansen (75.) |
| NSÍ Runavík    | Jens Martin Knudsen – Ólavur G. Olsen, Árni Midjord, Poli Justinussen, Eyðun Gaardbo, Trygvi Mortensen – Oddfríður Gaardbo, Jóan Petur Langgaard, Abraham Hansen – Terji L. Hansen, Ingolvur Gunnarson Cheftrainer: Abraham Hansen              |
| LÍF Leirvík    | Torfinn Hansen – Árni Jacobsen, Sigurð Vatnhamar, Sverri Heinesen, Hans Mourits Foldbo, Óli Jákup Joensen, Páll Fróði Joensen, Jógvan Júst Olsen, Ólavur Finn Olsen – Berg Vatnhamar , Martin Nugent Cheftrainer: Lasse Christensen ( Dänemark) |
| Besonderheiten | Kári Finnsson wurde auf Seiten von NSÍ Runavík sowie Kartin Hansen und Leo Poulsen auf Seiten von LÍF Leirvík eingewechselt, wer für sie ausgewechselt wurde, ist nicht bekannt.                                                                |